# Seven de la República Femenino Juvenil 2022
El Seven de la República Femenino Juvenil de 2022 fue la tercera edición del torneo de rugby 7 de fin de temporada para las selecciones femeninas juveniles de las uniones provinciales afiliadas a la Unión Argentina de Rugby. Se llevó a cabo en la ciudad de Paraná, Provincia de Entre Ríos, el 26 y 27 de noviembre de 2022 en La Tortuguita y El Plumazo, sedes del Paraná Rowing Club y del Club Atlético Estudiantes de Paraná, respectivamente.
La Unión de Rugby de Buenos Aires obtuvo su primer título en la categoría al imponerse 14-10 sobre la Unión de Rugby de Tucumán, la disputó su tercera final de forma consecutiva. Los campeones defensores, la Unión de Rugby de Misiones, conquistaron la Copa de Plata, mientras que la Copa de Bronce fue ganada por la Unión de Rugby Austral.
Participaron por primera vez del torneo la Unión de Rugby de Cuyo y la Unión Santafesina de Rugby, las cuales clasificaron al ganar sus respectivo torneos regionales en el Circuito de Selecciones Femeninas 2022.

## Equipos participantes
Participaron de esta edición las selecciones de doce uniones provinciales argentinas: las seis campeones de cada región (Centro, NOA, NEA, Oeste, Pampeana y Patagónica) y las seis uniones no clasificadas con la mayor cantidad de jugadoras juveniles fichadas.
| Equipo       | Unión                                                | Vía de clasificación                    |
| ------------ | ---------------------------------------------------- | --------------------------------------- |
| Alto Valle   | Unión de Rugby del Alto Valle de Río Negro y Neuquén | Campeón del Torneo Regional Patagónico. |
| Austral      | Unión de Rugby Austral                               | Cantidad de fichajes.                   |
| Buenos Aires | Unión de Rugby de Buenos Aires                       | Campeón del Torneo Regional Pampeano.   |
| Córdoba      | Unión Cordobesa de Rugby                             | Cantidad de fichajes.                   |
| Cuyo         | Unión de Rugby de Cuyo                               | Campeón del Torneo Regional Oeste.      |
| Entre Ríos   | Unión Entrerriana de Rugby                           | Cantidad de fichajes.                   |
| Formosa      | Unión de Rugby de Formosa                            | Cantidad de fichajes.                   |
| Misiones     | Unión de Rugby de Misiones                           | Campeón del Torneo Regional NEA.        |
| Nordeste     | Unión de Rugby del Nordeste                          | Cantidad de fichajes.                   |
| Oeste        | Unión de Rugby del Oeste de Buenos Aires             | Cantidad de fichajes.                   |
| Santa Fe     | Unión Santafesina de Rugby                           | Campeón del Torneo Regional Centro.     |
| Tucumán      | Unión de Rugby de Tucumán                            | Campeón del Torneo Regional NOA.        |

Cuyo y Santa Fe participaron por primera vez del torneo.

## Formato
Los doce equipos fueron divididos en cuatro grupos de tres equipos cada uno. Cada grupo se resolvió con el sistema de todos contra todos a una sola ronda; la victoria otorgando 2 puntos, el empate 1 y la derrota 0 puntos. Los grupos fueron enumerados del 5 al 8 como continuación de los primeros cuatro grupos en el torneo de mayores.
Los primeros de cada grupo clasifican a las semifinales de la Copa de Oro, los segundos clasifican a la Copa de Plata y los terceros a la Copa de Bronce,  todas disputadas a eliminación directa, con el ganador de la Copa de Oro obteniendo el título.

## Fase de grupos

### Zona 5
| Pos. | Equipos      | Partidos | Partidos | Partidos | Tantos | Tantos | Tantos | Pts. |
| Pos. | Equipos      | G        | E        | P        | PF     | PC     | DP     | Pts. |
| ---- | ------------ | -------- | -------- | -------- | ------ | ------ | ------ | ---- |
| 1.°  | Buenos Aires | 2        | 0        | 0        | 49     | 0      | +49    | 4    |
| 2.°  | Misiones     | 1        | 0        | 1        | 38     | 24     | +14    | 2    |
| 3.°  | Cuyo         | 0        | 0        | 2        | 5      | 68     | -63    | 0    |

|  | Clasifica a Copa de Oro    |
|  | Clasifica a Copa de Plata  |
|  | Clasifica a Copa de Bronce |

| 26 de noviembre | Misiones | 38 - 5  | Cuyo | CA Estudiantes, Paraná |  |
|                 |          | Reporte |      |                        |  |

| 26 de noviembre | Buenos Aires | 30 - 0  | Cuyo | CA Estudiantes, Paraná |  |
|                 |              | Reporte |      |                        |  |

| 26 de noviembre | Misiones | 0 - 19  | Buenos Aires | CA Estudiantes, Paraná |  |
|                 |          | Reporte |              |                        |  |

### Zona 6
| Pos. | Equipos  | Partidos | Partidos | Partidos | Tantos | Tantos | Tantos | Pts. |
| Pos. | Equipos  | G        | E        | P        | PF     | PC     | DP     | Pts. |
| ---- | -------- | -------- | -------- | -------- | ------ | ------ | ------ | ---- |
| 1.°  | Tucumán  | 2        | 0        | 0        | 68     | 0      | +68    | 4    |
| 2.°  | Santa Fe | 1        | 0        | 1        | 15     | 29     | -14    | 2    |
| 3.°  | Austral  | 0        | 0        | 2        | 5      | 59     | -54    | 0    |

|  | Clasifica a Copa de Oro    |
|  | Clasifica a Copa de Plata  |
|  | Clasifica a Copa de Bronce |

| 26 de noviembre | Tucumán | 24 - 0  | Santa Fe | Paraná Rowing Club, Paraná |  |
|                 |         | Reporte |          |                            |  |

| 26 de noviembre | Austral | 5 - 15  | Santa Fe | Paraná Rowing Club, Paraná |  |
|                 |         | Reporte |          |                            |  |

| 26 de noviembre | Tucumán | 44 - 0  | Austral | Paraná Rowing Club, Paraná |  |
|                 |         | Reporte |         |                            |  |

### Zona 7
| Pos. | Equipos | Partidos | Partidos | Partidos | Tantos | Tantos | Tantos | Pts. |
| Pos. | Equipos | G        | E        | P        | PF     | PC     | DP     | Pts. |
| ---- | ------- | -------- | -------- | -------- | ------ | ------ | ------ | ---- |
| 1.°  | Córdoba | 2        | 0        | 0        | 39     | 10     | +29    | 4    |
| 2.°  | Formosa | 1        | 0        | 1        | 39     | 29     | +10    | 2    |
| 3.°  | Oeste   | 0        | 0        | 2        | 5      | 44     | -39    | 0    |

|  | Clasifica a Copa de Oro    |
|  | Clasifica a Copa de Plata  |
|  | Clasifica a Copa de Bronce |

| 26 de noviembre | Oeste | 5 - 29  | Formosa | CA Estudiantes, Paraná |  |
|                 |       | Reporte |         |                        |  |

| 26 de noviembre | Córdoba | 24 - 10 | Formosa | CA Estudiantes, Paraná |  |
|                 |         | Reporte |         |                        |  |

| 26 de noviembre | Oeste | 0 - 15  | Córdoba | CA Estudiantes, Paraná |  |
|                 |       | Reporte |         |                        |  |

### Zona 8
| Pos. | Equipos    | Partidos | Partidos | Partidos | Tantos | Tantos | Tantos | Pts. |
| Pos. | Equipos    | G        | E        | P        | PF     | PC     | DP     | Pts. |
| ---- | ---------- | -------- | -------- | -------- | ------ | ------ | ------ | ---- |
| 1.°  | Nordeste   | 2        | 0        | 0        | 41     | 15     | +26    | 4    |
| 2.°  | Alto Valle | 1        | 0        | 1        | 30     | 22     | +8     | 2    |
| 3.°  | Entre Ríos | 0        | 0        | 2        | 10     | 44     | -34    | 0    |

|  | Clasifica a Copa de Oro    |
|  | Clasifica a Copa de Plata  |
|  | Clasifica a Copa de Bronce |

| 26 de noviembre | Entre Ríos | 5 - 24  | Nordeste | Paraná Rowing Club, Paraná |  |
|                 |            | Reporte |          |                            |  |

| 26 de noviembre | Alto Valle | 10 - 17 | Nordeste | Paraná Rowing Club, Paraná |  |
|                 |            | Reporte |          |                            |  |

| 26 de noviembre | Entre Ríos | 5 - 20  | Alto Valle | Paraná Rowing Club, Paraná |  |
|                 |            | Reporte |            |                            |  |

## Fase final

### Copa de Oro
|  | Semifinales Oro | Semifinales Oro | Semifinales Oro |         |              | Final Oro        | Final Oro        | Final Oro        |  |
|  |                 |                 |                 |         |              |                  |                  |                  |  |
|  |                 |                 |                 |         |              |                  |                  |                  |  |
|  | Buenos Aires    | Buenos Aires    | 27              |         |              |                  |                  |                  |  |
|  | Buenos Aires    | Buenos Aires    | 27              |         |              |                  |                  |                  |  |
|  | Nordeste        | Nordeste        | 5               |         |              |                  |                  |                  |  |
|  | Nordeste        | Nordeste        | 5               |         | Buenos Aires | Buenos Aires     | 14               |                  |  |
|  |                 |                 |                 |         | Buenos Aires | Buenos Aires     | 14               |                  |  |
|  |                 |                 | Tucumán         | Tucumán | 10           |                  |                  |                  |  |
|  | Tucumán         | Tucumán         | Tucumán         | Tucumán | 10           | 29               |                  |                  |  |
|  | Tucumán         | Tucumán         |                 |         |              | 29               |                  |                  |  |
|  | Córdoba         | Córdoba         | 5               |         |              | Final 3.° puesto | Final 3.° puesto | Final 3.° puesto |  |
|  | Córdoba         | Córdoba         | 5               |         |              | Final 3.° puesto | Final 3.° puesto | Final 3.° puesto |  |
|  |                 |                 |                 |         |              |                  |                  |                  |  |
|  |                 |                 |                 |         |              | Nordeste         | Nordeste         | 0                |  |
|  |                 |                 |                 |         |              | Nordeste         | Nordeste         | 0                |  |
|  |                 |                 |                 |         |              | Córdoba          | Córdoba          | 24               |  |
|  |                 |                 |                 |         |              | Córdoba          | Córdoba          | 24               |  |
|  |                 |                 |                 |         |              |                  |                  |                  |  |

### Copa de Plata
|  | Semifinales Plata | Semifinales Plata | Semifinales Plata |         |          | Final Plata      | Final Plata      | Final Plata      |  |
|  |                   |                   |                   |         |          |                  |                  |                  |  |
|  |                   |                   |                   |         |          |                  |                  |                  |  |
|  | Misiones          | Misiones          | 24                |         |          |                  |                  |                  |  |
|  | Misiones          | Misiones          | 24                |         |          |                  |                  |                  |  |
|  | Alto Valle        | Alto Valle        | 5                 |         |          |                  |                  |                  |  |
|  | Alto Valle        | Alto Valle        | 5                 |         | Misiones | Misiones         | 41               |                  |  |
|  |                   |                   |                   |         | Misiones | Misiones         | 41               |                  |  |
|  |                   |                   | Formosa           | Formosa | 0        |                  |                  |                  |  |
|  | Santa Fe          | Santa Fe          | Formosa           | Formosa | 0        | 5                |                  |                  |  |
|  | Santa Fe          | Santa Fe          |                   |         |          | 5                |                  |                  |  |
|  | Formosa           | Formosa           | 24                |         |          | Final 7.° puesto | Final 7.° puesto | Final 7.° puesto |  |
|  | Formosa           | Formosa           | 24                |         |          | Final 7.° puesto | Final 7.° puesto | Final 7.° puesto |  |
|  |                   |                   |                   |         |          |                  |                  |                  |  |
|  |                   |                   |                   |         |          | Alto Valle       | Alto Valle       | 17               |  |
|  |                   |                   |                   |         |          | Alto Valle       | Alto Valle       | 17               |  |
|  |                   |                   |                   |         |          | Santa Fe         | Santa Fe         | 0                |  |
|  |                   |                   |                   |         |          | Santa Fe         | Santa Fe         | 0                |  |
|  |                   |                   |                   |         |          |                  |                  |                  |  |

### Copa de Bronce
|  | Semifinales Bronce | Semifinales Bronce | Semifinales Bronce |         |      | Final Bronce      | Final Bronce      | Final Bronce      |  |
|  |                    |                    |                    |         |      |                   |                   |                   |  |
|  |                    |                    |                    |         |      |                   |                   |                   |  |
|  | Cuyo               | Cuyo               | 20                 |         |      |                   |                   |                   |  |
|  | Cuyo               | Cuyo               | 20                 |         |      |                   |                   |                   |  |
|  | Entre Ríos         | Entre Ríos         | 0                  |         |      |                   |                   |                   |  |
|  | Entre Ríos         | Entre Ríos         | 0                  |         | Cuyo | Cuyo              | 0                 |                   |  |
|  |                    |                    |                    |         | Cuyo | Cuyo              | 0                 |                   |  |
|  |                    |                    | Austral            | Austral | 26   |                   |                   |                   |  |
|  | Austral            | Austral            | Austral            | Austral | 26   | 47                |                   |                   |  |
|  | Austral            | Austral            |                    |         |      | 47                |                   |                   |  |
|  | Oeste              | Oeste              | 7                  |         |      | Final 11.° puesto | Final 11.° puesto | Final 11.° puesto |  |
|  | Oeste              | Oeste              | 7                  |         |      | Final 11.° puesto | Final 11.° puesto | Final 11.° puesto |  |
|  |                    |                    |                    |         |      |                   |                   |                   |  |
|  |                    |                    |                    |         |      | Entre Ríos        | Entre Ríos        | 12                |  |
|  |                    |                    |                    |         |      | Entre Ríos        | Entre Ríos        | 12                |  |
|  |                    |                    |                    |         |      | Oeste             | Oeste             | 10                |  |
|  |                    |                    |                    |         |      | Oeste             | Oeste             | 10                |  |
|  |                    |                    |                    |         |      |                   |                   |                   |  |

## Tabla de posiciones
Las posiciones finales al terminar el campeonato:
| 1.°  | Buenos Aires | 4 | 0 | 0 | 90  | 15  | +75 |
| 2.°  | Tucumán      | 3 | 0 | 1 | 107 | 19  | +88 |
| 3.°  | Córdoba      | 3 | 0 | 1 | 68  | 39  | +29 |
| 4.°  | Nordeste     | 2 | 0 | 2 | 46  | 66  | -20 |
| 5.°  | Misiones     | 3 | 0 | 1 | 103 | 29  | +66 |
| 6.°  | Formosa      | 2 | 0 | 2 | 63  | 75  | -12 |
| 7.°  | Alto Valle   | 2 | 0 | 2 | 52  | 46  | +6  |
| 8.°  | Santa Fe     | 1 | 0 | 3 | 20  | 70  | -50 |
| 9.°  | Austral      | 2 | 0 | 2 | 78  | 66  | +12 |
| 10.° | Cuyo         | 1 | 0 | 3 | 25  | 94  | -69 |
| 11.° | Entre Ríos   | 1 | 0 | 3 | 22  | 74  | -52 |
| 12.° | Oeste        | 0 | 0 | 4 | 22  | 103 | -81 |

|  | Campeón Copa de Oro.    |
|  | Campeón Copa de Plata.  |
|  | Campeón Copa de Bronce. |

|                      |
| Buenos Aires Campeón |
| Primer título        |